# 핵쉴드
핵쉴드(HackShield)는 안랩(Ahnlab)에서 제공하는 게임 보안 서비스이다.
주로 게임을 해킹해 어떠한 수치를 조작하거나 매크로같은 것을 방지차단한다.
핵쉴드를 사용하는 기업은 넥슨이 있었으나 2016년부터 엔프로텍트로 보안프로그램을 바꿨다. (이전의 넥슨은 데브캣 스튜디오에서 만든 가드캣이라는 보안프로그램을 썼다.)

## 같이 보기
- 밸브 안티 치트
- 펑크버스터
- 안랩
- 게임가드